# 工藤順子
工藤 順子（くどう じゅんこ、1月20日生）は、日本の作詞家、シンガーソングライター。大分県大分市出身。血液型AB型。有限会社ヴァーゴミュージック (VIRGO MUSIC) 所属。
1984年にシンガーソングライターとしてデビュー。1988年より作詞家としての活動を開始、多数のアーティストへ歌詞を提供している。

## 経歴

### 生い立ち
大分県大分市に生まれる。祖母は謡曲師範、母は邦楽教室を主催、叔母はソプラノ歌手、父はジャズを愛好するオーディオマニアと、音楽的に恵まれた環境で育ち、幼少時から音楽に親しむ。一人っ子で病弱な少女であったため、子供の頃からひっそり歌を作って楽しんでいた。
小学生の頃から唱歌風の楽曲の作詞・作曲を始め、校内の作曲コンクールで入賞経験もあった。中学生時代は病気で長期入院したため休学していたが、その間に日本のロックやフォークソングに目覚め、ピアノとギターのコードを覚えた。
20代になると、母の手ほどきにより箏曲の講師免状を取得。地方在住だったこともあり、誰かに聴かせるつもりもなく一人で歌を作って満足していたが、当時、父が購読していたFM情報誌の作詞コンテストを見かけ、自分のレベルを知りたいと思い立って応募した。その作詞コンテストに入賞したことにより、レコード会社の目に留まりデビューにつながる。

### シンガーソングライターとしての活動

#### 茜色のカーニヴァル
1984年3月21日、フィリップスからアルバム『茜色のカーニヴァル』でシンガーソングライターとしてデビュー。アレンジは小室哲哉、日向大介。LP (28PL-62) とカセットテープ (28LT-62) で発売（LPとカセットの収録曲は同一）。
2024年7月24日、40年の時を経てユニバーサルミュージックからLP(PROT-7274)で再発売。
デビューアルバムの作風は谷山浩子にも通じる幻想的なもので、歌詞には少し残酷さやエロティシズムも含み、遊佐未森に提供したのどかな作品とは雰囲気が異なる。1980年代に流行したテクノポップ調の浮遊するようなアレンジに、工藤のか細く高い少女的な声のボーカルがささやくように歌うというものであった。
『茜色のカーニヴァル』の収録曲は以下の通り。
A面
1. 聖三日月祭
2. ラ・パンパ
3. ガス燈通り
4. キャラメルがやって来た
5. いじわるゼルダ

B面
1. ねこよねこ
2. 夕顔姐さん
3. すみれ・チューリップ
4. テント裏のラブソング
5. 地平線 -さやりさやら-

#### NHKみんなのうた
デビュー後はNHK『みんなのうた』で以下の3曲を作詞・作曲・歌唱した。『みんなのうた』に合わせて童話的な作品となっている。
1. 『キャベツUFO』：1984年6月 - 7月に放送。編曲・MAKI。リンク先を参照。
2. 『トタン屋根のワルツ』：1985年10月 - 11月に放送。編曲・国吉良一。日光で熱くなったトタン屋根の上で泥棒ネコが慌てて歩く姿を見た売れないヴァイオリニストが、街中で1日中演奏するという内容。映像は『キャベツUFO』と同じく尾崎真吾のアニメーション。
3. 『風のオルガン』：1987年2月 - 3月に放送。編曲・MAKI。風を集めて演奏する不思議なオルガン演奏者が主人公の楽曲。映像は芝山努のアニメーション。

3曲とも長らくCD化されておらず「幻の曲」となっていたが、2016年4月27日にポニーキャニオンから発売されたベストアルバム『NHKみんなのうた 55 アニバーサリー・ベスト 〜日々〜』(PCCG.01520) に収録された。工藤はこの時、初めてラジオ・テレビでの放送を前提として作詞したものの、当時はまだプロとしての自覚は湧かなかったという。

#### 平日マチネー
2000年12月27日には、自身のアルバムとしては16年ぶりとなる『平日マチネー』を発売し、初のセルフプロデュースを手掛けた。ヴァーゴミュージック・エンタテインメントからインディーズ (VME-0004) として発売された。既に廃盤で入手困難となっている。
『平日マチネー』の収録曲は以下の通り。
1. 月下家族
2. 鳩おとこ
3. 夕暮れ商店街
4. 砂漠とダージリン
5. 幸せの猫
6. 夏の鈴
7. レイゾウコ
8. 退屈な森
9. 草むら通信
10. 雨やどりの木

### 作詞家としての活動

#### 遊佐未森との出会い
遊佐未森へは、1988年4月1日発売のデビューアルバム『瞳水晶』から数多くの楽曲の作詞を手掛けており、13のシングル曲が工藤の作詞である。同年10月21日発売のセカンドアルバム『空耳の丘』からシングルカットされた「地図をください」は日清カップヌードルのCM曲としてテレビ放映され（出演はアーノルド・シュワルツェネッガー）、オリコンチャートにもランクインするヒット曲となった。工藤はこの曲でようやくプロの作詞家としての自覚が持てるようになったと語っている。
工藤が遊佐未森の歌詞を手掛けるようになったきっかけについては、当時、エピックソニーの音楽プロデューサーであった福岡智彦が次のように語っている。遊佐をデビューさせるにあたり、工藤が所属するヴァーゴミュージックでマネージメントする話が既に進んでいた。福岡がヴァーゴミュージック社長の坂野雄平に会いに行ったところ、ミディとの話もあったのだが、坂野が福岡と一度飲みに行っただけでソニーを選んだため、エピックソニーからのデビューが決まった。作詞担当者が決まっていなかったため、福岡は以前、下田逸郎から教えられた『茜色のカーニヴァル』を気に入っていたため、工藤に作詞を依頼することを思い立った。
工藤はソロアルバムを発表し、NHK『みんなのうた』で放送された後も、まだ大分市の実家に住んでいた。身体が丈夫でないこともあり、上京してプロとして活動する意思も無く、田舎でのんびり過ごしたいと思っていた。福岡が電話で依頼した際も、工藤からははっきりした返事は無かった。福岡、坂野、遊佐の3人で大分まで会いに行き、工藤に案内された由布院温泉の喫茶店で話をしたのだが、福岡は当時20代であった工藤の第一印象を、「まるで女子中学生のようだった」「細くて小柄で声も小さくて、瞳の大きな聡明そうな女性だった」と語っている。この「由布院ミーティング」で工藤が遊佐の曲の作詞を担当することが決まり、工藤にとっても本格的なプロの作詞家としての第一歩となった。
また曲については、『瞳水晶』のアレンジを手掛けた成田忍をはじめ、松尾清憲、太田裕美、くじらのキオトなどからも集めていたが、外間隆史がある日突然、曲を作ってデモテープを持ってきた。その曲こそが後に工藤の詞がつき、遊佐と工藤の代表作「地図をください」となる曲である。
「地図をください」がCM曲としてヒットしたことで広告業界からも反応があり、CMディレクターの川崎徹が、遊佐に歌詞を提供したいと言い出した。川崎は1980年代、コピーライターの糸井重里や仲畑貴志と並んで広告ブームの立役者となった人物である。大分まで行って工藤の才能を発掘してきた福岡は内心困惑したものの、超売れっ子である川崎の申し出を無下に断るわけにもいかず、どんな詞がいいかと川崎から聞かれ、「宮沢賢治的な世界で‥」などと答えた。しかし福岡は結局、川崎の詞が気に入らずにダメ出しを繰り返した挙げ句に、「この件はもう無しにしませんか」と電話で断ったため、激怒した川崎に六本木の事務所へ呼び出され、平謝りしてその場を収めた。福岡はそれでも、バブル時代の広告ブームの立役者であった川崎より、田舎でひっそり暮らしてきた少女のような工藤の書く詞の方が、遊佐の世界に合っていると信じて使い続けたという。
こうして工藤は遊佐未森のデビューに関わることにより、プロの作詞家として本格的に活動を始めることになった。故郷の大分市から上京してきた時には、工藤は既に30代となっていた。

#### 作品ジャンルの拡大
1990年代からは、元おニャン子クラブの渡辺満里奈をはじめ、女性アイドル歌手にも多数の歌詞を提供した。2000年代以降はアニメソングや、『アルトネリコ 世界の終わりで詩い続ける少女』などのゲーム音楽の作詞も手掛け、多数の女性声優にも歌詞を提供している。
2010年代からは、NHK教育テレビの幼児向け番組『大!天才てれびくん』や、『おかあさんといっしょ』の楽曲「おさんぽクンクン」「ひみつのパレード」（歌：横山だいすけ・三谷たくみ）の作詞なども手掛け、幅広いジャンルで作詞家として活躍している。
家庭環境の中で育まれた邦楽や伝統芸能の方面にも活動を広げ、2009年には、叔母と母による邦楽創作オペラ「恋鶴」の作詞・作曲を担当し、横浜市青葉区民センターフィリアホールで上演された。
また2014年には、故郷の大分市（豊後国府内）に生まれたキリシタン大名・大友義鎮を題材とした、箏・尺八・歌のための「宗麟夢見し」の作詞・作曲および初めての編曲を担当。大分市が毎年2月にホルトホール大分で開催している市内の伝統芸能団体の発表会「芸能まわり舞台」第20回にて上演された。
今後もさらにジャンルを拡げていきたいと抱負を語っており、ヘヴィメタル、ゴスロリ系、歌謡曲などにも作詞してみたいという。

## 主な作品提供アーティスト
- 遊佐未森 - 作品多数につき、アーティストの記事および各アルバムの記事を参照。
- CREOLE（クレオール）- 「避暑地の家」「時のないフィエスタ」「揺れる月」「Overture～星屑のホテル～」[16]
  - 女性ボーカリストのキャット・ミキを中心とした東京のイージーリスニングユニット。アルバム3枚を発表したが[18]、いずれも工藤が歌詞を提供している。
  - 「避暑地の家」は、1994年2月18日発売のアルバム『彼と彼女のソネット』収録。近田春夫、森若香織などが参加。フォーライフミュージックエンタテイメント (FLCF-30233) 。廃盤[19]。
  - 「時のないフィエスタ」「揺れる月」は、1994年8月19日発売のアルバム『サムシング・フローラル～花のように』収録。フォーライフミュージックエンタテイメント (FLCF-3522) 。廃盤[20]。
  - 「Overture～星屑のホテル～」は、1995年2月17日発売のアルバム『エニー・オール・ウェイ』収録。近田春夫も作詞で参加。フォーライフミュージックエンタテイメント (FLCF-3539) 。廃盤[21]。
- Homeless Heart -「青い実ひとつ」[16]
  - 1997年1月22日発売のアルバム『Flower』収録。作曲は岩田浩。エピックソニー (ESCB-1795) [22]
- Qlair -「秋の貝殻」「暖かな森」「君住む街」ほか[16]
- Romi -「TO-MORROW」[16]
- TANGOS -「DNA」
  - 1994年9月7日発売のアルバム『Sui-Den』収録。ビクターエンタテイメント (VICL565)
- TRF -「BE FREE」「BREATH」「EARL GRAY」ほか[16]
- Vita Nova（吉野裕司）[23] -「完璧な恋人」「こんなに月が」「薔薇のスカート」ほか[16]
- YeLLOW Generation -「…BY MY SIDE」[16]
- ZABADAK -「五つの橋」[16]
- 穴井夕子 -「星座の下で」[16]
- 安室奈美恵
- 新居昭乃 -「遥かなロンド」[16]
- 石黒ケイ -「飼い猫のブルース」「チャイナ人形の夢 CHINA DOLL」「ミスポーカーフェイス」[16]
- 石橋優子 -「そよかぜのうた」[16]
- 一路真輝 -「たんぽぽのように」[16]
- 井手麻理子 -「CRAWL」[16]
- 井上美樹 (歌手) - 「穏やかな朝に」「風のツーリング」「冬の楽園」ほか多数[16]
- 今野登茂子 -「犬と駆ける」
  - 1994年4月1日発売のアルバム『24 hours』収録。
- 上野洋子 (asterisk) -「クレセントノイズ～生命の花～」「VOICE TO VOICE」「約束の花」[16]
  - 「クレセントノイズ～生命の花～」は『クレセントノイズ ドラマCD』収録。
  - 「VOICE TO VOICE」は『クレセントノイズ ドラマCD 2』収録。
  - 「約束の花」は、上野のソロプロジェクト「asterisk (アスタリスク)」名義。
- 大阪パフォーマンスドール -「波の音だけ」「夜明けの空に白い月」[16]
- 大塚純子 -「あの夏の自転車」「1秒の妹」[16]
- 小川範子 -「臆病なライオン」「信じていいよね」[16]
- 小川美潮（スプラゥトゥラプス）-「雨上がり」「きもちのたまご」「ふたつのドア」ほか多数[16]
- 荻野目洋子 -「FROM MY GARDEN」[16]
- 小田靜枝 -「Goodbye-Love」[16]
- 音宮つばさ -「月よ星よ」[16]
- 小田茜 -「手のひらの陽溜まり」[16]
- 片岡千珠 -「白い時間」[16]
- 河井英里（Erie） -「青に捧げる」「エーデシュラーニュ」「帰り道」「MOON～静かの海～」[16]
- 神田朱未 -「SUNRISE」[16]
- 菊池志穂 -「コアラまいった!」[16]
- 桑島法子 -「明日の花」「COCOON」[16]
- 桑谷夏子 -「真夜中のPHILOSOPHY」
- 笹島かほる -「私の小鳥」[16]
- 佐藤利奈 -「一人じゃないから」[16]
- 志方あきこ -「カルナヴァル」「空の茜 空の蒼」「ファンタスマゴリア」[16]
- 霜月はるか -「月奏～ツキカナデ～」[16]
- 純名里沙 -「青い鳥」「春の人」[16]
- 白季千加子 -「スウィング・ピープル」[16]
- 菅原祥子 -「ときめきフォーメーション」[16]
- 仙波清彦とはにわオールスターズ -「盆踊りの手帖」[16]
- 橘皆無 -「おやすみ天使達」「何故…」[16]
- 田中陽子 -「陽炎のエチュード」[16]
- 出川哲朗 -「スパイラルな日々と夢」[16]
- 東京パフォーマンスドール -「もしも晴れたら」[16]
  - 米光美保 -「地球の上で」[16]
- 豊崎愛生 -「リンゴのせい」[16]
- 野川さくら -「いつか」[16]
- 能登麻美子 -「オレンジの夕日」[16]
- 原マスミ -「猫の地図」[16]
- 平岩英子 -「卒業」[16]
- 福原まり -「大丈夫」[16]
- 本名陽子 -「あこがれは」「待ってて」「未来のドア」[16]
- 松宮麻衣子 -「風の唄」[16]
- 光田康典 -「風の約束」「希望の名は」「銀色のライカ」ほか[16]
- 皆川純子 -「雨上がりの天使」[16]
- 村井かずさ -「月夜の仔猫」[16]
- モモクロビック -「ワンルーム物語」[16]
- もりばやしみほ -「私の畑で」[16]
- 山崎ハコ -「サンクチュアリーへ」[16]
- 吉田仁美 -「シルバニアファミリー」[16]
- 吉田真里子 -「淋しい翼」[16]
- りょう -「In the morning」[16]
- 渡辺満里奈 -「青空のコラージュ」「今だけのLOVE SONG」「街はシネマのように」ほか多数[16]